# Volksrepräsentantenhaus
Das Volksrepräsentantenhaus (amharisch የሕዝብ ተወካዮች ምክር ቤት, transkribiert Yehizbtewekayoch Mekir Bet, oder auch kurz Parlama; auch Rat der Vertreter der Völker beziehungsweise Haus der Vertreter der Völker) ist das Unterhaus der Parlamentarischen Bundesversammlung Äthiopiens (amharisch Shengo), dem Zweikammer-Parlament Äthiopiens. Die zweite Kammer bildet das Bundeshaus Äthiopiens.
Das Haus der Vertreter der Völker befindet sich in der äthiopischen Hauptstadt Addis Abeba und wurde 1995 eingerichtet. Seither fanden regelmäßig Mehrparteien-Wahlen zum Parlament statt: 1995, 2000, 2005, 2010 und 2015. Die geplanten Wahlen 2020 wurden wegen der Corona-Pandemie auf Juni 2021 verschoben, was jedoch auf Kritik stieß und den Reformkurs von Premierminister Abiy Ahmed infrage stellt. Stattdessen war vom "Einstieg in die Diktatur" und dem "Abbau der Demokratie" die Rede.

## Arbeit
Die Arbeitssprache ist Amharisch. Jeder einzelne Abgeordnete hat jedoch das Recht, seine jeweiligen Meinungen und Ansichten in der eigenen Sprache auszudrücken. Das Volksrepräsentantenhaus hat maximal 550 Parlamentsabgeordnete (zurzeit sind es 546), welche zumeist vom Volk direkt auf 5 Jahre für eine Legislaturperiode gewählt werden, und von denen 22 für Vertreter kleinerer nationaler Minderheiten reserviert sind.
Zu seinen Befugnissen zählen die Wahl des Staatspräsidenten auf sechs Jahre und die Einberufung vorgeschlagener Kandidaten für die Regierungsmitglieder in den Ministerrat. Zudem hat sie die Ernennungsbefugnis für den Präsidenten und den Vizepräsidenten des Obersten Bundesgerichtshofes sowie die sonstigen Richter für Angelegenheiten des Bundes.
Sprecher des Volksrepräsentantenhauses
| Name                 | von              | bis              |
| -------------------- | ---------------- | ---------------- |
| Dawit Yohannes       | 1995             | 2005             |
| Teshome Toga Chanaka | 10. Oktober 2005 | 3. Oktober 2010  |
| Abadula Gemeda       | 4. Oktober 2010  | 19. April 2018   |
| Muferiat Kamil       | 19. April 2018   | 16. Oktober 2018 |
| Tagesse Chafo        | 18. Oktober 2018 | amtierend        |

## Wahlen 2021
Die Wahlen am 21. Juni 2021 standen unter dem Eindruck des Zweiten Äthiopischen Bürgerkriegs in der Region Tigray, weshalb dort auch nicht gewählt wurde. Insgesamt wurde in 102 von 547 Wahlkreisen die Wahl wegen der kritischen Sicherheitslage abgesagt. Die Opposition hat die Wahlen teilweise boykottiert. Dementsprechend gewann die 2019 gegründet Wohlstandspartei von Premier Ahmed 410 von 436 Sitzen. Die Wohlstandspartei ging aus der Revolutionären Demokratischen Front der Äthiopischen Völker hervor, nachdem Ahmed die Zusammenarbeit mit der Volksbefreiungsfront von Tigray beendete. Die Partei ist nunmehr ein Zusammenschluss aus der National-Demokratischen Bewegung der Amhara, der Demokratischen Organisation des Oromovolkes und der Demokratischen Front der Südäthiopischen Völker.  

## Wahlen 2015
Bei den Wahlen 2015 gewann die Revolutionäre Demokratische Front der Äthiopischen Völker 500 der 547 Sitze. Verbündete Parteien gewannen die restlichen Sitze. De facto besteht das gesamte Parlament damit aus regierungstreuen Parteien. Die Opposition verlor ihren einzigen Sitz. Nur 5,1 % der gültigen Stimmen entfielen auf die Opposition.
| Partei oder Koalition | Sitze |
| --- | ----- |
| Revolutionäre Demokratische Front der Äthiopischen Völker - Volksbefreiungsfront von Tigray - National-Demokratische Bewegung der Amhara - Demokratische Organisation des Oromovolkes - Demokratische Front der Südäthiopischen Völker | 500   |
| Demokratische Partei des Somalischen Volkes | 24    |
| Demokratische Einheitsfront der Völker von Benishangul-Gumuz | 9     |
| Nationale Demokratische Partei der Afar | 8     |
| Demokratische Einheitsbewegung der Völker Gambellas | 3     |
| Nationalliga der Harari | 1     |
| Demokratische Bewegung des Argobba-Volkes | 1     |
| Gesamt | 547   |

Die Revolutionäre Demokratische Front der Äthiopischen Völker sowie drei der vier Mitgliedsparteien der politischen Koalition, die seit dem Sturz des Derg-Regimes 1991 die äthiopische Politik dominiert hatten, nämlich die National-Demokratische Bewegung der Amhara, Demokratische Organisation des Oromovolkes und die Demokratische Front der Südäthiopischen Völker wurde am 1. Dezember 2019 aufgelöst. Die meisten ihrer Mitgliedsparteien wurden zur Wohlstandspartei (Prosperity Party) zusammengeschlossen, die die Rolle des EPRDF als Regierungspartei erbte. Der letzte Vorsitzende der EPRDF, Premierminister Abiy Ahmed, wurde der erste Vorsitzende der neuen Partei.